# پایتا
پایتا (به اسپانیایی: Paita) یک شهر در پرو است که در Paita District واقع شده‌است.

## خصوصیات
پایتا  ۷۲٬۵۱۰ نفر جمعیت دارد و ۳۵۰ متر بالاتر از سطح دریا واقع شده‌است.

## خواهرخوانده
شهرهای تالارا، گوایاکیول، پاناماسیتی، Balboa، کایائو (پرو)، کاراکاس و ریگا خواهرخوانده‌های پایتا هستند.